# Okręg Meaux
Okręg Meaux (fr. Arrondissement de Meaux) – okręg w północnej Francji. Populacja wynosi 264 tysiące.

## Podział administracyjny
W skład okręgu wchodzą następujące kantony:
- Coulommiers,
- Crécy-la-Chapelle,
- Dammartin-en-Goële,
- Ferté-sous-Jouarre,
- Lizy-sur-Ourcq,
- Meaux-Nord,
- Meaux-Sud,
- Mitry-Mory.